# August Auinger
August Auinger (Lambach, 3 de mayo de 1955) es un expiloto de motociclismo austríaco. Su hijo, Bernhard Auinger, corre como piloto automovilístico profesional.

## Biografía
De 1979 al 1984 vence en seis ocasiones consecutivas el campeonato austriaco de la categoría de 125.
En el Mundial de Motociclismo compite ininterrumpidamente entre 1977 y 1987 en 125cc, mientras que 1984 al 1989 lo hizo en la categoría de 250cc.
En total, venció 5 Grandes Premios, entre los que destaca el Gran Premio de Gran Bretaña disputado en el Circuito de Silverstone por dos años consecutivos, en el 1985 acaba tercero en la clasificación general de 125cc.

## Resultados en el Campeonato del Mundo
Sistema de puntuación desde 1969 hasta 1987:
| Posición | 1.º | 2.º | 3.º | 4.º | 5.º | 6.º | 7.º | 8.º | 9.º | 10.º |
| Puntos   | 15  | 12  | 10  | 8   | 6   | 5   | 4   | 3   | 2   | 1    |

Sistema de puntuación desde 1988 hasta 1991:
| Posición | 1.º | 2.º | 3.º | 4.º | 5.º | 6.º | 7.º | 8.º | 9.º | 10.º | 11.º | 12.º | 13.º | 14.º | 15.º |
| Puntos   | 20  | 17  | 15  | 13  | 11  | 10  | 9   | 8   | 7   | 6    | 5    | 4    | 3    | 2    | 1    |

### Carreras por año
(Carreras en negrita indica pole position; Carreras en cursiva indica vuelta rápida)
| Año  | Clase | Moto       | 1       | 2       | 3       | 4       | 5       | 6       | 7       | 8       | 9       | 10      | 11      | 12      | 13      | 14     | Pts. | Pos. |
| ---- | ----- | ---------- | ------- | ------- | ------- | ------- | ------- | ------- | ------- | ------- | ------- | ------- | ------- | ------- | ------- | ------ | ---- | ---- |
| 1977 | 125cc | Morbidelli | VEN     | AUT 16  | GER -   | NAT     | ESP -   | FRA 11  | YUG -   | NED -   | BEL -   | SWE -   | FIN -   |         | GBR -   |        | 0    | -    |
| 1978 | 125cc | Morbidelli | VEN -   | ESP -   | AUT 17  | FRA -   | NAT -   | NED -   | BEL 4   | SWE 5   | FIN Ret | GBR Ret | GER -   |         | YUG Ret |        | 14   | 15.º |
| 1979 | 125cc | Morbidelli | VEN -   | AUT Ret | GER Ret | NAT 8   | ESP Ret | YUG 4   | NED Ret | BEL DNS | SWE 4   | FIN 10  | GBR 8   | CZE Ret | FRA 9   |        | 25   | 14.º |
| 1979 | 250cc | Yamaha     | VEN -   |         | GER 29  | NAT -   | ESP DNQ | YUG -   | NED -   | BEL -   | SWE -   | FIN -   | GBR -   | CZE -   | FRA -   |        | 0    | -    |
| 1980 | 125cc | MBA        | NAT Ret | ESP 7   | FRA 15  | YUG 6   | NED Ret | BEL 11  | FIN Ret | GBR Ret | CZE Ret | GER 15  |         |         |         |        | 9    | 15.º |
| 1981 | 125cc | MBA        | ARG -   | AUT Ret | GER Ret | NAT Ret | FRA 8   | ESP DNS | YUG 10  | NED 7   |         | RSM 9   | GBR 7   | FIN Ret | SWE Ret |        | 14   | 14.º |
| 1982 | 125cc | MBA        | ARG 4   | AUT 2   | FRA 6   | ESP Ret | NAT Ret | NED Ret | BEL 6   | YUG Ret | GBR 8   | SWE 3   | GBR 2   | CZE 6   |         |        | 55   | 6.º  |
| 1983 | 125cc | MBA        |         | FRA Ret | NAT Ret | GER Ret | ESP -   | AUT 5   | YUG Ret | NED 15  | BEL Ret | GBR 5   | SWE 3   | SMR 4   |         |        | 30   | 10.º |
| 1984 | 125cc | MBA        |         | NAT Ret | ESP Ret |         | GER 5   | FRA 3   |         | NED 6   |         | GBR Ret | SWE 2   | RSM 4   |         |        | 41   | 5.º  |
| 1985 | 125cc | MBA        |         | ESP Ret | GER 1   | NAT Ret | AUT 2   |         | NED 8   | BEL 4   | FRA 7   | GBR 1   | SWE 1   | RSM 5   |         |        | 78   | 3.º  |
| 1985 | 250cc | Bartol     | RSA DNS | ESP 8   | GER 17  | NAT Ret | AUT 11  | YUG Ret | NED 18  | BEL 14  | FRA DNS | GBR Ret | SWE Ret | RSM 20  |         |        | 0    | -    |
| 1986 | 125cc | MBA        | ESP Ret | NAT 3   | GER 25  | AUT Ret |         | NED Ret | BEL Ret | FRA 3   | GBR 1   | SWE Ret | RSM 1   | BDM 3   |         |        | 60   | 4.º  |
| 1987 | 125cc | MBA        |         | ESP 7   | ALE 2   | NAC 3   | AUT 4   |         | NED 4   | FRA -   | GBR -   | SWE -   | CHE Ret | RSM 2   | POR Ret |        | 54   | 5.º  |
| 1988 | 125cc | MBA        |         | ESP -   |         | NAC -   | ALE -   | AUT -   | NED -   | BEL DNQ | YUG -   | FRA -   | GBR -   | SWE -   | CHE -   | BRA -  | 0    | -    |
| 1988 | 250cc | Yamaha     | JAP 26  | ESP 11  | EUR Ret | NAC 15  | ALE Ret | AUT 18  | NED 23  | BEL 13  | YUG 14  | FRA 10  | GBR 17  | SUE 8   | CHE Ret | BRA 12 | 31   | 16.º |
| 1989 | 250cc | Yamaha     | JAP 27  | AUS 14  | USA Ret | ESP Ret | NAC Ret | ALE 19  | AUT 24  | YUG 17  | NED 16  | BEL Ret | FRA Ret | GBR 21  | SUE 24  | CHE 24 | 1    | 41.º |